# Малая Шориха
Малая Шориха — река в Туруханском районе Красноярского края, правый приток реки Енисей.
Длина реки — 71 км, исток находится в болотах в системе многочисленных мелких озёр, на высоте 220 м. Течёт вначале на юг, затем на запад, в нижнем течении поворачивая на север. Более-менее значительные притоки — правые, названия присвоены трём: Кедровка в среднем течении и Болотная и Сухая — в нижнем. В Государственном водном реестре записан один приток, как «река без названия», длиной 16 км, впадающий справа в 22 км от устья — Сухая на современных топокартах. Малая Шориха впадает в Енисей у южной оконечности острова Якутский, на расстоянии 950 км от устья.
По данным государственного водного реестра России относится к Енисейскому бассейновому округу. Код водного объекта — 17010800212116100099531.